# Turnera longipes
Turnera longipes là một loài thực vật có hoa trong họ Lạc tiên. Loài này được Triana ex Urb. miêu tả khoa học đầu tiên năm 1883.